# Judi Bowker
Judi Bowker (Hampshire, 6 de abril de 1954) é uma atriz inglesa. Um dos seus primeiros trabalhos no cinema foi no filme de 1972, Irmão Sol, Irmã Lua (Fratello Sole, Sorella Luna), no qual interpretou a personagem Clara. Em Choque de Titãs ela interpretou a personagem Andrômeda, no filme de 1981. Atualmente ela faz séries para a TV inglesa. Ela é casada com o ator britânico  Harry Meacher.

## Biografia
Bowker nasceu in Shawford, Hampshire, Inglaterra. A sua família mudou-se para uma colónia britânica, chamada Northern Rhodesia, quando Bowker tinha 2 anos - ali viverá até aos 8. Ela tinha muitos interesses, como pintura e hipismo. Contudo, estava mais interessada em ser atriz; e começou a perseguir essa carreira quando a família retornou a Inglaterra.
Primeiro, começou por atrair a atenção internacional com a sua estreia em As Aventuras da Beleza Negra, uma série de televisão de 1972 que era uma "continuação" do livro do mesmo nome. Numa entrevista, Bowker declarara que que a sua experiência em hipismo foi a mais provável inspiração para ganhar o tal papel. Bowker recorda como alguns episódios de Black Beauty eram ambientados na primavera, mas o filme fora filmado no inverno; assim sendo, por vezes, ela tinha de usar roupas de verão apesar do frio de inverno.
Ela também participou, no papel de St. Clara de Assis, no filme Irmão Sol, Irmã Lua, de Franco Zeffirelli, também em 1972. Outras papéis não muito conhecidos, foram no papel de: Mina Harker no filme Conde Drácula de 1977; Princesa Andrómeda no filme Clash of Titans de Ray Harryhausen de 1981; e Lady Olivia Lilburn na adaptação de Alan Bridges da obra The Shooting Party (1985) de Isabel Colegate.

## Vida pessoal
Bowker casou com Harry Meacher em 1979.

## Filmografia

### Cinema
- Irmão Sol, Irmã Lua (1972)
- Leste da Pedra do Elefante (1977)
- Choque de Titãs (1981)
- The Shooting Party (1985)
- Anna Karenina (1985)
- 10 Arenas of Marwood (2011)
- Feast of Varanasi (2016)

### Televisão
- As Aventuras da Beleza Negra (1972)
- Dr. Jekyll e Mr. Hyde (1973)
- South Riding (1974)
- Nesta Casa de Breda (1975)
- Play for Today (1975) - dois episódios
- O Retrato de Dorian Gray (1976)
- Hindle Wakes (1976)
- Conde Drácula (1977)
- Tales of the Unexpected, "The Best of Everything" (1981) - um episódio
- Wilfred e Eileen (1981)
- "O Melhor de Tudo" (1981) - um episódio
- Little Miss Perkins (1982)
- Ellis Island (1984) - minissérie de TV
- Anna Karenina (1985)
- O Grupo de rodagem (1985)
- Pecados (1986)
- O Jardim Assombrado (1987)
- Ameaça Invisível (1988)
- Kurtulus (1994)
- The Bill (2003)